# 楊熊祥
楊熊祥（1883年—1928年），譜名思恭、字子安，號伯鬻，湖北省武昌市江夏縣人，清末民初政治人物。

## 生平
光绪二十九年（1903年），登进士；同年閏五月，以主事分部学习。三十年（1904年），任山西大學堂監督。三十一年（1905年），升任江西南康府知府。
辛亥革命后，担任北京政府內務部民治司司長。民国十一年（1922年），署理農商部次長。民国十五年（1926年），担任國務院參議。